# روجر بيتشي
روجر بيتشي (بالإنجليزية: Roger N. Beachy)‏ عالم أحياء أمريكي وعضو في الأكاديمية الوطنية للعلوم يدرس علم الفيروسات النباتية. كان الرئيس المؤسس لمركز دونالد دانفورث لعلوم النبات في سانت لويس بولاية ميزوري، والمدير الأول للمعهد الوطني للأغذية والزراعة.